# Gurjewsk-Centralny
Gurjewsk-Centralny (ros. Гурьевск-Центральный) – przystanek kolejowy w miejscowości Gurjewsk, w rejonie gurjewskim, w obwodzie królewieckim, w Rosji. Położony jest na linii Królewiec – Sowieck.

## Historia
W okresie przynależności tych terenów do Niemiec przystanek położony był bardziej na południe (w stronę Królewca).